# Sternbusch (Cloppenburg)
Sternbusch ist ein Ortsteil der Stadt Cloppenburg im gleichnamigen Landkreis in Niedersachsen.
Der Ort liegt südlich des Kernbereichs von Cloppenburg und östlich der B 213. 

## Vereine und Gemeinschaften
- SC Sternbusch[1]
- TC-Cloppenburg-Sternbusch e.V.[2]
- Interessengemeinschaft Sternbusch (IGS)